# Cladotanytarsus conversus
Cladotanytarsus conversus är en tvåvingeart som först beskrevs av Oskar Augustus Johannsen 1932.  Cladotanytarsus conversus ingår i släktet Cladotanytarsus och familjen fjädermyggor. Inga underarter finns listade i Catalogue of Life.